# Альбаре, Селеста
Селе́ста Альбаре́, урождённая Огюстина Селестина Жинест (фр. Céleste Albaret, née Augustine Célestine Gineste; 17 мая 1891, Осийяк — 25 апреля 1984, Монфор-л’Амори) — экономка, горничная и секретарь Марселя Пруста с 1913 по 1922 год. Автор книги воспоминаний о писателе «Господин Пруст».

## Биография
Селеста Альбаре родилась 17 мая 1891 года во французской коммуне Осийяк (департамент Лозер). Её родителям принадлежали ферма с семью акрами земли и водяная мельница. Селеста получила начальное образование в школе, открытой монахинями в соседнем городке Канурге. 28 марта 1913 года она вышла замуж за Одилона Альбаре, работавшего таксистом в Париже, и переехала вместе с ним в столицу. Её супруг в то время был личным шофёром Марселя Пруста, и писатель прислал молодожёнам поздравительную телеграмму с пожеланиями счастья. У Селесты не было опыта жизни в большом городе, поэтому в первое время она чувствовала себя, по её собственным словам, «совсем потерянной», несмотря на любовь и заботу мужа. Когда Пруст узнал об этом от Одилона, то предложил занять Селесту, чтобы та не сидела всё время дома. В то время как раз вышла книга Пруста «По направлению к Свану», и он сказал, что если Селеста захочет, то может брать у него экземпляры, надписанные для друзей, и разносить по адресам. Вскоре состоялось личное знакомство Селесты с писателем, и некоторое время она выполняла для него обязанности «курьера». Позднее Селеста взяла на себя роль горничной Пруста, а в 1914 году, после мобилизации Одилона и тогдашнего камердинера Пруста Николя, фактически переселилась в его квартиру на бульваре Османн, 102. Андре Моруа в своей книге «В поисках господина Пруста» пишет, что это была «молодая, красивая, хорошо сложенная женщина, говорившая на приятном французском, характер которой отличался спокойной властностью».
В военные и послевоенные годы Селеста Альбаре полностью посвятила себя тяжело больному писателю, который вёл жизнь затворника. Она вела его хозяйство, выполняла поручения, отвозила рукописи к издателю и рассылала вышедшие книги. Селеста, интуитивно осознававшая исключительность человека, с которым её свела жизнь, сумела приспособиться к его ночному образу жизни и стала для Пруста поистине незаменимой. В письме г-же Гастон де Кайаве писатель характеризовал её следующим образом: «Очаровательная и превосходная горничная, которая вот уже несколько месяцев является одновременно моим камердинером, сиделкой — я не говорю кухаркой только лишь потому, что ничего не ем».
Селеста принимала участие и в литературной работе Пруста. Она писала под его диктовку и переписывала набело его черновики. Считается, что именно она подсказала Прусту, которому постоянно не хватало места для дополнительных пометок и правок, подклеивать к черновикам сложенные гармошкой листы. Позднее Селеста привлекла к работе с рукописями свою сестру Мари Жинест и племянницу Ивонну Альбаре, печатавшую на машинке. В 1921 году Пруст следующим образом надписал для Селесты свою книгу «У Германтов»:

Моей дорогой Селесте, верной подруге восьми моих лет, но столь постоянно присутствующей в моих мыслях, что вернее было бы назвать её извечной моей подругой: я и вообразить уже не могу, что когда-то её не знал, угадывая её прошлое избалованного ребёнка в её сегодняшних капризах; Селесте — военному кресту, ведь она пережила «готы» и «берты»; Селесте, несшей крест моего нрава; Селесте — почётному кресту. Её друг Марсель.
Оригинальный текст (фр.)A ma chère Céleste, à ma fidèle amie de huit années, mais en réalité si unie à ma pensée que je dirai plus vrai en l'appe!ant mon amie de toujours, ne pouvant plus imaginer que je ne l'ai pas toujours connue, connaissant son passé d'enfant gâtée dans ses caprices d'aujourd'hui, à Céleste croix de guerre car elle a supporté gothas et berthas, à Céleste qui a supporté la croix de mon humeur à Céleste croix d'honneur. Son ami Marcel.

Селеста оставалась с Прустом до самой его смерти в 1922 году. В 1925 году у неё родилась дочь Одиль. Вместе с мужем она открыла отель в V округе Парижа. В 1954 году, после смерти Одилона, Селеста поселилась в бывшем доме Мориса Равеля в Монфор-л’Амори, в то время неофициальном музее композитора, где выполняла функции смотрительницы, хотя, по её собственным словам, рассказывала посетителям о Прусте больше чем о Равеле.
На протяжении пятидесяти лет Селеста Альбаре, бывшая непосредственной свидетельницей последних лет жизни Пруста, хранила молчание и отказывалась делиться воспоминаниями о писателе, говоря, что её жизнь «ушла вместе с Прустом». Ей казалось, что пытаться «неумело и неловко» рассказывать о писателе значит совершить по отношению к нему предательство. Лишь в возрасте 82 лет она передумала, видя, как другие, менее щепетильные и не столь близко знавшие Пруста люди пишут и говорят о нём. Рассказ Селесты записал и обработал журналист Жорж Бельмон, писавший затем в предисловии к книге «Господин Пруст» (1973): «я… никогда не согласился бы стать эхом г-жи Альбаре, если бы уже через несколько бесед с нею — а они продолжались в течение пяти месяцев — не убедился в абсолютной достоверности её рассказов. <…> Если читатель услышит в этой книге слышанное мною, я не сомневаюсь, что он различит здесь самый проникновенный из всех голосов — голос сердца».
В 1981 году Селеста Альбаре стала командором Ордена искусств и литературы. Она умерла в Монфор-л’Амори 25 апреля 1984 года в возрасте 92 лет. После её смерти дочь Селесты, Одиль Жеводан-Альбаре, отдала мебель из квартиры Пруста на бульваре Осман в дар музею писателя в Илье-Комбре.

## Персонаж в «Поисках утраченного времени»
Один из персонажей эпопеи Пруста «В поисках утраченного времени» носит имя Селесты Альбаре. Из всех многочисленных персонажей романа лишь её образ заимствован из реальности без изменения имени. Селеста — посыльная из Гранд-отеля в Бальбеке — подробно описана в романе «Содом и Гоморра»; под настоящим именем упоминается также и сестра реальной Селесты Мари Жинест:
...у меня очень скоро завязалась очень крепкая, хотя и очень чистая дружба с мадемуазель Марией Жинест и г-жой Селестой Альбаре. Родились они у подошвы высоких гор в средней полосе Франции, на берегу ручьев и потоков (вода протекала под самым их домом, около которого вертелось мельничное колесо и который неоднократно затопляло), и это наложило известный отпечаток на их нрав. В самой стремительности и порывистости Марии Жинест была какая-то размеренность, а Селеста Альбаре, более вялая, томная, напоминала тихое озеро, но порой она вскипала, и тогда ее гнев можно было сравнить с паводком или с водоворотом, грозящим все снести, все смыть.
Исследователи творчества Пруста подчёркивают, тем не менее, что не следует воспринимать это как буквальное перенесение образа Селесты Альбаре в роман. Кроме того, отмечается, что многими чертами своей горничной Пруст наделил другого персонажа «Поисков» — служанку Франсуазу (в первую очередь это касается своеобразного языка и манеры речи).

## Премия Селесты Альбаре
В 2015 году литературный отель Le Swann и книжный магазин Fontaine Haussmann учредили премию Селесты Альбаре. Премия вручается ежегодно за произведение, связанное с жизнью и эпохой Марселя Пруста. В жюри входят семь человек. В числе лауреатов премии — Лора Ильрен, Пьер-Ив Лепренс, Эвелин Блок-Дано, Тьерри Лаже и др.